# 智辛
智辛（9世纪？—951年），燕京三河县人，唐朝至辽朝僧人，本为王姓，祖父王让，父亲王从。
他幼年沉静，十五岁跟随感化寺降龙大师门人彻禅师出家。唐昭宗时受具足戒。游历江南，在青州开禅。后来寓居崇国寺。天禄五年（951年）八月二十四日坐化，临终前告知门人说：“吾来也久，其去也常，各了真空，共成佛道”。二十九日葬在燕京之北。门人崇德、崇信、崇美、崇益、崇闰、崇广、弟子琼习在应历二年（952年）于感化寺东起塔供奉。